# Artem Ovechkin
Artiom Sergueievich Ovechkin (russo: Артём Сергеевич Овечкин )?, nascido a 11 de julho de 1986 em Berdsk, é um ciclista russo, membro da equipa Terengganu Cycling Team.

## Biografia
Especialista contrarrelógio, Artiom Ovechkin distinguiu-se em amadores terminando no pódio dos campeonatos da Europa em estrada em 2008. Contratado pela equipa russa Lokomotiv em 2009, conseguiu bons resultados contra o crono ganhando o Duo Normando, em companhia de Nikolai Trusov e o Campeonato da Rússia Contrarrelógio. Estes bons resultados valeram-lhe para alinhar pela equipa russa do Pro Tour Katusha a partir de 2010.
Em 12 de julho de 2013 anunciou-se que tinha dado positivo por fenoterol durante a disputa dos Campeonatos Russos. O corredor foi afastado do conjunto RusVelo com outros dois corredores da sua mesma equipa que também deram positivo pela mesma substância como foi um erro do médico da equipa.

## Palmarés
- 2007
  - 2 etapas do Way to Pekin

- 2009
  - Campeonato da Rússia Contrarrelógio  
  - Duo Normando (fazendo par com Nikolay Trusov)

- 2010
  - Dúo Normando (fazendo par com Alexandr Pliuschin)

- 2013
  - 3º no Campeonato da Rússia Contrarrelógio

- 2014
  - 3º no Campeonato da Rússia Contrarrelógio

- 2015
  - 1 etapa da Volta à Eslovénia
  - Campeonato da Rússia Contrarrelógio

- 2018
  - Tour de Antalya, mais 1 etapa
  - Tour de Langkawi, mais 1 etapa
  - Campeonato da Rússia Contrarrelógio  
  - 1 etapa do Tour de China II

- 2019
  - Campeonato da Rússia Contrarrelógio  
  - 1 etapa do Tour da China II

- 2020
  - Campeonato da Rússia Contrarrelógio

- 2021
  - 2.º no Campeonato da Rússia Contrarrelógio

## Resultados em Grandes Voltas e Campeonatos do Mundo
| Corrida                | Corrida                | 2009 | 2010 | 2011 | 2012 | 2013 | 2014 | 2015 | 2016  | 2017 | 2018 | 2019 | 2020 | 2021 |
| ---------------------- | ---------------------- | ---- | ---- | ---- | ---- | ---- | ---- | ---- | ----- | ---- | ---- | ---- | ---- | ---- |
|                        | Giro d'Italia          | —    | —    | —    | —    | —    | —    | —    | 142.º | —    | —    | —    | —    | —    |
|                        | Tour de France         | —    | —    | —    | —    | —    | —    | —    | —     | —    | —    | —    | —    | —    |
|                        | Volta a Espanha        | —    | —    | —    | —    | —    | —    | —    | —     | —    | —    | —    | —    | —    |
| Mundial em Estrada     | Mundial em Estrada     | —    | Ab.  | —    | —    | —    | —    | —    | —     | —    | —    | —    | —    | —    |
| Mundial Contrarrelógio | Mundial Contrarrelógio | 17.º | 21.º | —    | —    | —    | 14.º | 19.º | —     | —    | —    | —    | —    | —    |

—: não participa

Ab.: abandono